# Nabożeństwo sierpniowe
Nabożeństwo sierpniowe – forma zbiorowej modlitwy w Kościele Katolickim Mariawitów dla uczczenia Przenajdroższej Krwi Jezusa Chrystusa. Sprawowane najczęściej wieczorem, przed lub po Mszy Świętej, analogicznie do nabożeństwa majowego, czerwcowego czy lipcowego. Składa się z adoracji Przenajświętszego Sakramentu i Litanii do Krwi Przenajdroższej Pana Jezusa.
Wprowadzenie nowego nabożeństwa okresowego ma związek z obchodzoną u mariawitów uroczystością Krwi Przenajdroższej Zbawiciela i Ofiary Mateczki. Święto obchodzone jest w rocznicę śmierci św. Marii Franciszki Kozłowskiej, która miała miejsce 23 sierpnia 1921 roku. W roku następnym arcybiskup Jan Maria Michał Kowalski przywrócił w Kościele mariawitów zwyczaj przyjmowania przez wiernych Komunii świętej pod postaciami chleba i wina. Od tego czasu, dzień śmierci Mateczki związany jest z tajemnicą Krwi Chrystusa.
W tradycji mariawickiej cały sierpień związany jest z osobą św. Marii Franciszki i nazywany jest miesiącem mariawickim, jest bowiem bogaty w liczne rocznice i święta związane z Dziełem Wielkiego Miłosierdzia. Na pamiątkę tych podniosłych wydarzeń w Kościele Katolickim Mariawitów wprowadzono w sierpniu nabożeństwo dla uczczenia Krwi Przenajdroższej Zbawiciela. Jego schemat został zawarty po raz pierwszy w Brewiarzyku Mariawickim, wydanym przez ośrodek w Felicjanowie w 1967 roku. Według niego nabożeństwo składa się z litanii do Krwi Przenajdroższej Pana Jezusa. Po skończeniu Litanii przewodniczący śpiewa: Pomoc Boska niech będzie zawsze z nami. A wszyscy uczestnicy odpowiadają: Amen. Na koniec śpiewa się kantyk Najświętszej Maryi Panny – Wielbi dusza.
Nabożeństwo sierpniowe może być połączone z odprawieniem adoracji Przenajświętszego Sakramentu, odmówieniem Koronki do Miłosierdzia Bożego, autorstwa św. Marii Franciszki Kozłowskiej, oraz przyjęciem przez wiernych Komunii Świętej. Na zakończenie nabożeństwa kapłan, kapłanka lub osoba przewodnicząca może wygłosić naukę o Eucharystii lub przeczytać fragment Pisma Świętego, Dzieła Wielkiego Miłosierdzia lub rozważanie związane z uczczeniem sakramentu Ołtarza. Nabożeństwo może zakończyć się błogosławieństwem Przenajświętszym Sakramentem. Podczas nabożeństwa można zaśpiewać hymn: O Krwi najdroższa, Witaj Krynico; lub pieśni o Mateczce.